# Octolasmis scuticosta
Octolasmis scuticosta is een rankpootkreeftensoort uit de familie van de Poecilasmatidae. De wetenschappelijke naam van de soort is voor het eerst geldig gepubliceerd in 1939 door Hiro.